# 弥勒寺站
弥勒寺站是一个位于中华人民共和国云南省昆明市西山区金碧街道西昌路与西坝路交叉处南侧地下，属于昆明地铁5号线与建设中的1号线的地铁换乘站，2022年6月29日启用。

## 车站结构
本站为地下三层双跨岛式车站。
| 地面层          | 出入口                                             |                                        |
| 地下一层 站厅层 | 站厅                                               | 票务服务、自动售票机、安检、进出站闸机 |
| 地下二层 站台层 |                                                    | █ 1号线（在建）往教场北路（潘家湾）    |
| 地下二层 站台层 | 岛式站台，左侧開门                                 |                                        |
| 地下二层 站台层 | █ 1号线（在建）往大学城南/昆明南火车站（金碧广场） |                                        |
| 地下三层 站台层 |                                                    | █ 5号线往世博园（五一路）              |
| 地下三层 站台层 | 岛式站台，左侧開门                                 |                                        |
| 地下三层 站台层 | █ 5号线往宝丰（严家地）                            |                                        |

## 出入口
本站设有4个出口，其中F出口、H出口未开通：
|                           | 编号   | 地点 | 建议前往的目的地 | 照片 |
| 出口 · E                  | 西坝路 | 靖国大厦、红旗小学、金碧馨园、昆华医院、昆明市儿童医院、金兰苑、复兴花园                                                                       |                  |      |
| 出口 · F                  |        | |                  |      |
| 出口 · G · 1 · 升降机标志 | 西昌路 | 中共云南省委省直机关工作委员会、西坝小学、青年大厦、昆明市西山区工人新村小学、中共云南省省级机关党校、云南省政协宿舍、省委老干局、艺城春城玖号 |                  |      |
| 出口 · H                  |        | |                  |      |
| 註： 設有                 |        | |                  |      |